# Anton von Massow
Anton Wilhelm Valentin von Massow (né le 30 octobre 1831 à Demnitz et mort le 5 septembre 1921 au château de Steinhöfel) est un général d'infanterie prussien et seigneur de Steinhöfel et Demnitz.

## Biographie

### Origine
Anton est issu de la famille noble von Massow. Il est le fils du ministre prussien de la Maison royale Ludwig von Massow (de) (1794-1859) et de son épouse Hermine, née comtesse von der Schulenburg (1796-1846).

### Carrière militaire
Après avoir étudié à la maison des cadets de Berlin, Massow est agrégé le 27 avril 1850 comme sous-lieutenant au 1er régiment de grenadiers de la Garde de l'armée prussienne et incorporé le 18 juin 1850. Du 1er avril 1853 au 30 novembre 1854, il est nommé adjudant du 3e bataillon du 3e régiment de la Garde de Landwehr à Lissa. Ensuite, Massow sert comme adjudant du bataillon de fusiliers de son régiment d'origine et, à partir d'octobre 1858, il suit une formation complémentaire à l'école générale de guerre. Ce commandement est interrompu en 1859 par la mobilisation à l'occasion de la guerre de Sardaigne et Massow est affecté comme premier lieutenant et adjudant à la 1re brigade d'infanterie de la Garde. Le 1er octobre 1859, il poursuit ses études, qu'il termine le 30 septembre 1861. Le 8 décembre 1861, Massow est promu capitaine et commandant de compagnie.
Le 16 mai 1866, Massow est affecté à l'état-major général de l'armée et affecté au commandement général du 1er corps de réserve en tant qu'officier d'état-major général pour la durée de la mobilisation pendant la guerre austro-prussienne. Il y est promu le 15 juillet 1866 major.
Après la guerre, il rejoint l'état-major de la 7e division d'infanterie le 17 septembre 1866. Le 14 décembre 1868, il est affecté au 2e régiment de grenadiers à Stettin en tant que commandant du 2e bataillon. Au début de la guerre contre la France, Massow est promu lieutenant-colonel fin juillet 1870 et mène son bataillon à Saint-Privat, Champigny, Pesmes, Dole, Parcey, Mouchard, Salins-les-Bains et Pontarlier ainsi qu'avant Metz et Paris.
Décoré des deux classes de la croix de fer, il est chargé, après le traité de paix du 16 novembre 1871 en position à la suite, de commander le 17e régiment d'Infanterie. Promu colonel, il est nommé commandant du régiment le 18 janvier 1872 et, en cette qualité, décoré par son chef de régiment, le grand-duc Louis III, du grade de commandeur de 2e classe de l'ordre de Philippe le Magnanime et de la croix de chevalier de 1re classe de l'ordre de Louis de Hesse. Massow remet le régiment le 22 septembre 1877 à son successeur Friedrich von Vogel (de), devient général de division de l'armée et est muté à Neisse le 13 octobre 1877 en tant que commandant de la 24e brigade d'infanterie. Il est promu lieutenant-général et commandant de la 18e division d'infanterie à Flensbourg. À l'occasion de la fête de l'ordre, Massow reçoit à la mi-janvier 1885'étoile de l'ordre de l'Aigle rouge de 2e classe avec feuilles de chêne. Le 15 avril 1886, il est muté à Metz en tant que commandant de la 30e division d'infnaterie à Metz. À ce titre, il reçoit l' ordre de la Couronne, de 1re classe, à la mi-septembre 1886, avant d'être mis à disposition le 4 décembre 1886 en approbation de sa demande de départ avec pension.
Après ses adieux, l'empereur Guillaume II lui rend hommage le 22 mars 1897 en lui conférant le caractère de général d'infanterie et, à l'occasion du centenaire du 17e régiment d'infanterie, il accorde à Massow le droit de porter l'uniforme du régiment le 6 juillet 1913. L'année précédente, il a repris les propriétés en fidéicommis de Steinhöfel et Demnitz, après que le fils de son frère aîné Friedrich (1830-1870) y ait renoncé. Il décède le 5 septembre 1921 dans son domaine de Steinhöfel.

### Famille
Massow se marie le 20. Février 1860 à Berlin avec Ida comtesse zu Innhausen und Knyphausen (de) (1829-1906), fille de l'envoyé hanovrien Carl Wilhelm Georg zu Innhausen et Knyphausen. Le couple a plusieurs enfants dont :
- Louise (1860-1883)
- Ewald (1862–1937), administrateur de l'arrondissement de Cammin-en-Poméranie (de) marié en 1898 avec Madeleine comtesse von der Schulenburg (née en 1875)
- Anton (né en 1864), Rittmeister prussien marié en 1894 avec Elisabeth von Grüter (née en 1868)
- Ida (née en 1867)
- Joachim (1872-1915), capitaine prussien, tué près de Gehsen, marié :

en 1906 avec Bernhardine von Brandenstein (1883–1910)
en 1911 avec Auguste von Graevenitz (né en 1892)

## Publications
- Erlebnisse und Eindrücke im Kriege 1870/71. Berlin 1912.